# Георгій III Дадіані
Георгій III Дадіані (груз. გიორგი III დადიანი; д/н — 1582) — мтаварі Мегрелії у 1546—1550, 1572—1573 і 1578—1582 роках.

## Життєпис
Старший син Левана I, мтаварі Мегрелії. 1546 року батька схопили за наказом імеретинського царя Баграта III. За цим Георгія оголошено було номінальним правителем Мегрелії.
1550 року Леван I втік з полону й відновив владу в князівстві, а Георгій став молодшим співволодарем. Протягом 1550—1560-х роках брав участь у військових кампаніях батька проти сусідів. 1564 року розлучився з дружиною з роду Гуріелі, після чого відняв дружину в свого стрийка Батулі. Це спричинило конфлікт з Георгієм II, мтаварі Гурії, який доєднався до Георгія II, царя Імереті. В результаті 1568 року Левана I з родиною було вигнано з Мегрелії. Повернутися вдалося 1569 року.
1572 року після смерті батька спадкував владу. Невдовзі домовився про союз своєї сестри зі спадкоємцем імеретинського царя Георгія II. Проти цього виступив Георгій II, мтаварі Гурії. При цьому ситуацією вирішив скористатися Мамія, молодший брат Георгія, для захоплення влади в Мегрелії. У 1473 року вони рушили на Зугдіді, де завдали поразки Георгію III, мтаварі Мегрелії, який мусив тікати до Цхумі.
Тут зібрав загони абхазів, джигів і черкесів, з якими декілька разів намагався відвоювати Мегрелію, але марно. Лише 1578 року, уклавши угоду з царем Імереті, за якою збільшував залежність від останнього, визнав факт передачі цареві володінь роду таваді Чиладзе та зобов'язавшись сплатити компенсацію у 10 тис. драхм за розлучення із сестрою мтаварі Гурії, в результаті чого був відновлений в Мегрелії. Оскільки спочатку Георгій III не мав грошей для сплати Георгію II, мтаварі Гурії, то заклав йому родинний монастир в м. Хобі. Того ж року османські війська зайняли еріставство Цхумі, де створили свій еялет.
1580 року придушив заколот стрийко Батулі, таваді Саджавахо, який зрештою втік до Гурії. Але Георгій III домовився із тезкою з Гурійського князівства, де в обмін на надання останньому Саджавахо, запроторив Батулі до фортеці Озургеті, де невдовзі Батулі вбито. Внутрішні негаразди не дозволили Георгію III втрутитися в абхазькі справи, де Путу Шервашидзе зумів об'єднати південноабхазькі племена.
1582 року доєднався до війська імеретинського царя Георгія II, що брав участь у поході проти царства Картлі за наказом османського султана Мурада III. Того ж року Георгій III помер, після чого його брат Мамія відсторонив спадкоємця Левана від влади.

## Родина
1. Дружина — Родам, донька Ростома, мтаварі Гурії.
Діти:
- Анна, донька Георгія Ліпартіані, таваді Саліпартіано

2. Дружина — донька черкеського князя.
Діти:
- Леван (1577—1582)

3. Дружина — Тамар Шервашидзе.
Дітей не було.